# Arquebisbat de San Luis Potosí
L'arquebisbat de San Luis Potosí (castellà: Arquidiócesis de San Luis Potosí, llatí: Archidioecesis Sancti Ludovici Potosiensis) és una seu metropolitana de l'Església Catòlica a Mèxic que pertany a la regió eclesiàstica Bajío. Al 2014 tenia 1.913.000 batejats sobre una població de 1.996.000 habitants. Actualment està regida per l'arquebisbe Jorge Alberto Cavazos Arizpe.

## Territori
L'arxidiòcesi comprèn la part central de l'estat mexicà d'San Luis Potosí.
La seu arxiepiscopal és la ciutat de San Luis Potosí, on es troba la catedral de la Sant Lluís.
El territori s'estén sobre 19.428 km², i està dividit en 114 parròquies.

### Província eclesiàstica
La província eclesiàstica comprèn les següents circumscripcions eclesiàstiques:
- el bisbat de Ciudad Valles,
- el bisbat de Matehuala,
- el bisbat de Zacatecas

## Història
La diòcesi de San Luis Potosí va erigir-se pel Papa Pius IX mitjançant la butlla Deo Optimo Maximo largiente del 31 d'agost de 1854. El territori original va ser del bisbat de Michoacán (avui arquebisbat de Morelia) i de Guadalajara (avui arxidiòcesi) i de l'arquebisbat de Mèxic, de la que les trenta-cinc parròquies originàries provenien en mesura de divuit, nou i vuit parròquies respectivament. Inicialment era sufragània de l'arquebisbat de Mèxic.
El 1863 patí diverses variacions territorials amb les quals cedí al nou bisbat de Zacatecas dues parròquies i passà a formar part de la província eclesiàstica de l'arquebisbat de Michoacán.
El 27 de novembre de 1960 cedí una porció del seu territori a benefici de l'erecció del bisbat de Ciudad Valles.
El 5 de novembre de 1988 va ser elevada al rang d'arxidiòcesi metropolitana mitjançant la butlla Nihil optabilius del Papa Joan Pau II.
El 28 de maig de 1997 cedí una nova porció del seu territori a benefici de l'erecció del bisbat de Matehuala.

## Cronologia episcopal
- Pedro Barajas y Moreno † (30 de novembre de 1854 - 30 de desembre de 1868 mort)
- Manuel del Conde y Blanco † (25 de juliol de 1869 - 21 de juny de 1872 mort)
- José Nicanor Corona Elizarrás † (22 de desembre de 1873 - 27 de juliol de 1883 mort)
- José María Ignacio Montes de Oca y Obregón † (13 de novembre de 1884 - 18 d'agost de 1921 mort)
- Miguel María de la Mora y Mora † (24 de febrer de 1922 - 14 de juliol de 1930 mort)
- Guillermo Tritschler y Córdoba † (30 de gener de 1931 - 22 de febrer de 1941 nomenat arquebisbe de Monterrey)
- Gerardo Anaya y Diez de Bonilla † (3 d'octubre de 1941 - 16 de juny de 1958 mort)
- Luis Cabrera Cruz † (25 d'agost de 1958 - 2 de setembre de 1967 mort)
- Estanislao Alcaraz y Figueroa (3 de març de 1968 - 3 de juliol de 1972 nomenat arquebisbe de Morelia)
- Ezequiel Perea Sánchez † (25 de novembre de 1972 - 25 d'abril de 1986 jubilat)
- Arturo Antonio Szymanski Ramírez (27 de gener de 1987 - 20 de gener de 1999 jubilat)
- Luis Morales Reyes (20 de gener de 1999 - 3 d'abril de 2012 jubilat)
- José Carlos Cabrero Romero, des del 3 d'abril de 2012 - 2022 jubilat)
- Jorge Alberto Cavazos Arizpe, 2022

## Estadístiques
A finals del 2014, la diòcesi tenia 1.913.000 batejats sobre una població de 1.996.000 persones, equivalent al 95,8% del total.
| any  | població  | població  | població | sacerdots | sacerdots       | sacerdots       | sacerdots             | diaques | religiosos | religiosos | parròquies |
| ---- | --------- | --------- | -------- | --------- | --------------- | --------------- | --------------------- | ------- | ---------- | ---------- | ---------- |
| any  | batejats  | total     | %        | total     | clergat secular | clergat regular | batejats por sacerdot | diaques | homes      | dones      |            |
| 1950 | 419.803   | 420.589   | 99,8     | 164       | 160             | 4               | 2.559                 |         | 24         | 324        | 55         |
| 1966 | 600.000   | 605.000   | 99,2     | 90        | 35              | 55              | 6.666                 |         | 96         | 505        | 35         |
| 1970 | 782.106   | 800.973   | 97,6     | 167       | 125             | 42              | 4.683                 |         | 66         | 625        | 46         |
| 1976 | 991.943   | 1.016.305 | 97,6     | 184       | 148             | 36              | 5.390                 |         | 66         | 567        | 59         |
| 1980 | 1.175.630 | 1.220.660 | 96,3     | 181       | 144             | 37              | 6.495                 |         | 59         | 618        | 60         |
| 1990 | 2.024.113 | 2.115.763 | 95,7     | 213       | 166             | 47              | 9.502                 |         | 64         | 517        | 79         |
| 1999 | 1.660.130 | 1.731.183 | 95,9     | 247       | 201             | 46              | 6.721                 | 9       | 101        | 744        | 74         |
| 2000 | 1.676.731 | 1.748.494 | 95,9     | 240       | 194             | 46              | 6.986                 | 9       | 65         | 744        | 75         |
| 2001 | 1.693.498 | 1.765.979 | 95,9     | 226       | 180             | 46              | 7.493                 | 9       | 65         | 539        | 80         |
| 2002 | 1.700.000 | 1.788.936 | 95,0     | 242       | 192             | 50              | 7.024                 | 9       | 72         | 650        | 82         |
| 2003 | 1.716.650 | 1.807.000 | 95,0     | 260       | 205             | 55              | 6.602                 | 10      | 165        | 862        | 85         |
| 2004 | 1.734.488 | 1.825.777 | 95,0     | 258       | 208             | 50              | 6.722                 | 10      | 163        | 862        | 86         |
| 2010 | 1.845.000 | 1.925.000 | 95,8     | 264       | 212             | 52              | 6.988                 | 10      | 175        | 810        | 107        |
| 2014 | 1.913.000 | 1.996.000 | 95,8     | 303       | 232             | 71              | 6.313                 | 11      | 163        | 599        | 114        |